# Diócesis de Coimbatore
La diócesis de Coimbatore (en latín: Dioecesis Coimbaturensis, en inglés: Roman Catholic Diocese of Coimbatore y en tamil: கோயம்புத்தூர் மறை மாவட்டம்) es una circunscripción eclesiástica de la Iglesia católica en India. Se trata de una diócesis latina, sufragánea de la arquidiócesis de Madrás y Meliapor. Desde el 10 de julio de 2002 su obispo es Lephonse Thomas Aquinas.

## Territorio y organización
La diócesis tiene 28 490 km² y extiende su jurisdicción sobre los fieles católicos de rito latino residentes en el estado de Tamil Nadu en los distritos de: Coimbatore, Erode y parte del de Tiruchirappalli.
La sede de la diócesis se encuentra en la ciudad de Coimbatore, en donde se halla la Catedral de San Miguel. En Karumathampatti se encuentra la a basílica menor de Nuestra Señora del Santo Rosario.
En 2021 en la diócesis existían 73 parroquias.

## Historia
El 16 de marzo de 1845, a petición del vicario apostólico Clément Bonnand, el vicariato apostólico de la Costa de Coromandel (hoy arquidiócesis de Pondicherry y Cuddalore) se dividió en tres misiones, cada una de las cuales estaba dirigida por un vicario con dignidad episcopal. La misión de Coimbatore fue confiada a Melchior de Marion Brésillac, quien fue consagrado obispo el 4 de octubre siguiente; ostentaba el título de provicario de Clément Bonnand, de quien todavía dependía formalmente la misión, y administrador de la misión de Coimbatore.
El 3 de abril de 1850, en virtud del breve Pastorale ministerium del papa Pío IX, la misión de Coimbatore se independizó oficialmente y se elevó al rango de vicariato apostólico.
El 6 de enero de 1877, la misionera francesa Hélène de Chappotin de Neuville (1839-1904) fundó en Ootacamund, en el vicariato apostólico de Coimbatore, la congregación de las Hermanas Franciscanas Misioneras de María, dedicada al servicio de los pobres en tierras de misión.
El 1 de septiembre de 1886 el vicariato apostólico fue elevado a diócesis con la bula Humanae salutis del papa León XIII. El 7 de junio de 1887, con el breve Post initam, la diócesis pasó a formar parte de la provincia eclesiástica de la arquidiócesis de Pondicherry.
El 12 de junio de 1923 cedió una parte de su territorio para la erección de la diócesis de Calicut mediante el breve Cum auctus del papa Pío XI.
El 13 de febrero de 1940 cedió otra porción de su territorio a la diócesis de Mysore mediante la bula Felicius increscente del papa Pío XII.
El 11 de diciembre de 1953, como resultado de la bula Mutant res del papa Pío XII, se convirtió en sufragánea de la arquidiócesis de Madrás y Meliapor.
El 28 de diciembre de 2013 cedió la parte de su territorio en el distrito de Palakkad, en el estado de Kerala, para la erección de la diócesis de Sultanpet mediante la bula Cum ad aeternam del papa Francisco.

## Estadísticas
Según el Anuario Pontificio 2022 la diócesis tenía a fines de 2021 un total de 281 326 fieles bautizados.
| Año                                                                             | Población            | Población  | Población      | Sacerdotes | Sacerdotes    | Sacerdotes    | Bautizados por sacerdote | Diáconos permanentes | Religiosos | Religiosos | Parroquias |
| Año                                                                             | Bautizados católicos | Total      | % de católicos | Total      | Clero secular | Clero regular | Bautizados por sacerdote | Diáconos permanentes | Varones    | Mujeres    | Parroquias |
| ------------------------------------------------------------------------------- | -------------------- | ---------- | -------------- | ---------- | ------------- | ------------- | ------------------------ | -------------------- | ---------- | ---------- | ---------- |
| 1950                                                                            | 46 200               | 3 000      | 1.5            | 51         | 47            | 4             | 905                      |                      | 6          | 142        | 33         |
| 1970                                                                            | 87 541               | 3 482 941  | 2.5            | 87         | 70            | 17            | 1006                     |                      | 41         | 564        | 45         |
| 1980                                                                            | 96 875               | 4 353 000  | 2.2            | 85         | 76            | 9             | 1139                     |                      | 42         | 623        | 50         |
| 1990                                                                            | 125 200              | 4 217 500  | 3.0            | 104        | 92            | 12            | 1203                     |                      | 55         | 809        | 60         |
| 1999                                                                            | 212 763              | 7 163 297  | 3.0            | 121        | 107           | 14            | 1758                     |                      | 25         | 902        | 67         |
| 2000                                                                            | 218 930              | 8 292 785  | 2.6            | 118        | 104           | 14            | 1855                     |                      | 24         | 889        | 67         |
| 2001                                                                            | 225 773              | 9 422 273  | 2.4            | 120        | 104           | 16            | 1881                     |                      | 48         | 590        | 67         |
| 2002                                                                            | 245 479              | 10 113 414 | 2.4            | 119        | 105           | 14            | 2062                     |                      | 44         | 605        | 68         |
| 2003                                                                            | 250 139              | 11 011 709 | 2.3            | 127        | 113           | 14            | 1969                     |                      | 43         | 611        | 69         |
| 2004                                                                            | 255 220              | 11 813 004 | 2.2            | 129        | 109           | 20            | 1978                     |                      | 60         | 656        | 68         |
| 2006                                                                            | 258 600              | 12 124 000 | 2.1            | 137        | 117           | 20            | 1887                     |                      | 54         | 647        | 72         |
| 2013                                                                            | 242 181              | 11 069 000 | 2.2            | 161        | 121           | 40            | 1504                     |                      | 136        | 774        | 64         |
| 2016                                                                            | 189 542              | 7 419 686  | 2.6            | 148        | 120           | 28            | 1280                     |                      | 101        | 930        | 69         |
| 2019                                                                            | 191 400              | 7 495 600  | 2.6            | 152        | 117           | 35            | 1259                     |                      | 99         | 928        | 73         |
| 2021                                                                            | 281 326              | 10 293 440 | 2.7            | 148        | 113           | 35            | 1900                     |                      | 99         | 581        | 73         |
| Fuente: Catholic-Hierarchy, que a su vez toma los datos del Anuario Pontificio. |                      |            |                |            |               |               |                          |                      |            |            |            |

## Episcopologio
- Melchior de Marion Brésillac, M.E.P. † (16 de marzo de 1845-3 de abril de 1850 nombrado vicario apostólico) (provicario y administrador)

- Melchior de Marion Brésillac, M.E.P. † (3 de abril de 1850-18 de marzo de 1855 renunció)
  - Sede vacante (1855-1865)
- Claude-Marie Dépommier, M.E.P. † (17 de febrero de 1865-8 de diciembre de 1873 falleció)
- Etienne-Auguste-Joseph-Louis Bardou, M.E.P. † (30 de abril de 1874-7 de febrero de 1903 falleció)
- Jacques-Denis Peyramale, M.E.P. † (23 de mayo de 1903-17 de agosto de 1903 falleció)
- Augustine-Antoine Roy, M.E.P. † (12 de febrero de 1904-4 de diciembre de 1930 renunció[nota 1])
- Marie-Louis-Joseph-Constantin Tournier, M.E.P. † (12 de enero de 1932-enero de 1938 renunció[nota 2])
  - Sede vacante (1938-1940)
- Ubagaraswani Bernadotte † (9 de abril de 1940-5 de febrero de 1949 falleció)
- Francis Xavier Muthappa † (25 de diciembre de 1949-23 de noviembre de 1971 falleció)
- Manuel Visuvasam † (3 de febrero de 1972-2 de junio de 1979 falleció)
- Ambrose Mathalaimuthu † (6 de diciembre de 1979-10 de julio de 2002 retirado)
- Lephonse Thomas Aquinas, desde el 10 de julio de 2002